# キナ (通貨)
キナ（Kina）は、パプアニューギニアの通貨単位。略称はPGK。補助通貨単位はトエア(Toea)で、1キナ=100トエア。1キナ＝44.92 円(0.3625USD)である(2015年8月2日現在)。

## 沿革
1975年、パプアニューギニアの独立と同時に1キナ=100トエアの独自の貨幣制度を制定。名称はキナ貝（伝統的にニューギニアで貨幣（貝貨）として使われていた）に由来。
当初は1・2・5・10・20トエアと1キナの硬貨が発行されたが、のち額面の小さい1トエアと2トエアの硬貨が2006年に製造中止、2007年に失効となり、2008年には2キナ硬貨が発行された。クスクス、ヒクイドリ、パプアオウギワシ、アカカザリフウチョウなど、現地の動物をデザインに取り入れたものが多い。
紙幣については、1975年に第1シリーズとして2・5・10・20キナ、1981年に第2シリーズとして2・5・10・20・50キナが発行された。現在発行されているシリーズは第3シリーズのポリマー紙幣で、2・5・10・20・50・100キナの額面があり、50キナは1999年、100キナは2005年、2キナと20キナは2007年、5キナと10キナは2008年にそれぞれ発行開始されており、紙製の紙幣であった旧紙幣の第1シリーズと第2シリーズは2014年に失効となっている。
1980年から2018年にかけて計8回、50トエアの記念硬貨が発行される。2003年初頭、1ユーロ=4キナであった。2021年7月1日、通常貨としての50トエア硬貨を初めて発行。
キナは、現在ではタブという貝貨と交換可能となっており、タブは法定通貨のキナを補完する地域通貨としての役割を持っている。